# Punjung (Kebonagung)
Punjung is een bestuurslaag in het regentschap Pacitan van de provincie Oost-Java, Indonesië. Punjung telt 1697 inwoners (volkstelling 2010).